# Список глав государств в 1660 году
| 1659 ← Список глав государств по годам → 1661 |

## Азия
- Бруней — 
  - Абдул Джалил Джабар, султан (1659—1660)
  - Мухаммед Али, султан (1660—1661)
- Бутан — Тенцин Друкдак, друк дези (1655—1667)
- Бухарское ханство — Абдулазиз, хан (1645—1681)
- Великих Моголов империя — Аурангзеб (Аламгир I), падишах (1658—1707)
- Грузинское царство — 
  -  Гурийское княжество — Деметре Гуриели, князь (1658—1668)
  -  Имеретинское царство — 
    - Александр III, царь (1639—1660)
    - Баграт V Слепой, царь (1660—1661, 1663—1668, 1669—1678, 1679—1681)

  -  Кахетинское царство — под управлением наместника иранского шахиншаха (1656—1664)
  -  Картлийское царство — Вахтанг V, царь (1658—1675)
  -  Мегрельское княжество — Вамех III Дадиани, князь (1658—1661)
- Дайвьет — 
  - Мак Кинь Ву, император (династия Мак, на севере) (1638—1677)
  - Ле Тхан-тонг, император (династия Ле, на юге) (1619—1643, 1649—1662)
- Джунгарское ханство  — Сенге, хан (1653—1671)
- Индия —
  - Амбер (Джайпур) — Джай Сингх I, раджа[кат.] (1621—1667)
  - Араккал[англ.] — Мухаммад Али III, али раджа[англ.] (1656—1691)
  - Ахом — Сутамла, махараджа[англ.] (1648—1663)
  - Барвани — Чарандра Сингх, рана (1640—1670)
  - Биджапурский султанат — Али Адил Шах II, султан (1656—1672)
  - Биканер — Каран Сингх, раджа[англ.] (1631—1667)
  - Бунди — Бхао Сингх, раджа (1658—1682)
  - Бхавнагар — 
    - Акхераджи Говинджи, раджа (1636—1660)
    - Ратанджи II Акхераджи, раджа (1660—1703)

  - Ванканер — Раи Сингх Мансинхжи, раджа (1653—1679)
  - Голконда — Абдулла Кутб-шах, султан[англ.] (1626—1672)
  - Гондал — Кумбходжи I, тхакур сахиб (1634—1679)
  - Гулер[англ.] — Ман Сингх, раджа[англ.] (1635—1661)
  - Даспалла[англ.] — Чакрадхар Део Бханж, раджа[англ.] (1653—1701)
  - Датия — Субха Каран, раджа (1656—1683)
  - Джайнтия[англ.] — 
    - Джасаманта Раи, раджа[англ.] (1647—1660)
    - Бан Сингх, раджа[англ.] (1660—1669)

  - Джайсалмер — Сабал Сингх, раджа (1651—1661)
  - Джалавад (Дрангадхра) — 
    - Меграджи II Амарсингхжи, сахиб (1644—1660)
    - Гажсинхжи Меграджи, сахиб (1660—1672)

  - Дженкантал[англ.] — Нилакант Рэй Сингх, раджа[кат.] (1641—1682)
  - Джхабуа — Ман Сингх, раджа (1610—1677)
  - Дунгарпур — Гирдхар Дас, раджа (1657—1661)
  - Кач — Тамачи, раджа (1654—1665)
  - Келади[англ.] — 
    - Шиваппа Найяка, раджа[англ.] (1645—1660)
    - Чикка Венкатаппа Найяка, раджа[англ.] (1660—1662)

  - Кишангарх — Ман Сингх, махараджа (1658—1706)
  - Кодагу (Коорг)[англ.] — Мудду Райя I, раджа[англ.] (1633—1687)
  - Кочин — Рама Варма II, махараджа (1658—1662)
  - Куч-Бихар — Пран Нарайян, раджа (1626—1665)
  - Ладакх — Делдан Намгьял, раджа[англ.] (1642—1694)
  - Мадурай — Мутту Веераппа Найяка, раджа (1659—1662)
  - Майсур — Додда Кемпадевараджа, махараджа (1659—1673)
  - Малеркотла — Фероз Хан, наваб (1657—1672)
  - Манди — Сураж Сен, раджа (1637—1664)
  - Манипур — Хуньяоба, раджа[англ.] (1652—1666)
  - Марвар (Джодхпур) — Джасвант Сингх, раджа (1638—1678)
  - Мевар (Удайпур) — Радж Сингх I, махарана (1652—1680)
  - Наванагар — Ранмалджи Лакхаджи, джам (1645—1661)
  - Орчха — Суджан Сингх, раджа (1653—1672)
  - Пратабгарх — Хари Сингх, махарават (1628—1673)
  - Ратлам — Рам Сингх, махараджа (1658—1682)
  - Рева — 
    - Ануп Сингх, раджа (1643—1660)
    - Бхао Сингх, раджа (1660—1690)

  - Савантвади — Лахман Савант Бхонсле, раджа (1641—1665)
  - Самбалпур[англ.] — Лаи Саи, раджа[англ.] (1648—1670)
  - Сирмур — Собхаг Пракаш, махараджа (1654—1664)
  - Сирохи — Акхай Радж II, раджа (1620—1673)
  - Сонепур — Пурусотама Сингх Део, раджа (1635—1673)
  - Сукет — Рам Сен, раджа (1650—1663)
  - Танджавур — Виджайя Рагхава Найяк, раджа (1634—1673)
  - Чамба — Притхви Сингх, раджа (1623—1664)
  - Читрадурга[англ.] — Мадакари Найяка II, найяк[англ.] (1652—1674)
  - Читрал — Сангин Али II, мехтар (1655—1691)
  - Шахпура — Химмат Сингх, махараджа (1658—1670)
- Индонезия —
  - Аче — Рату Сафиатуддин Тадж ул-Алам, султанша (1641—1675)
  - Бантам — Абдулфатах Агунг, султан (1651—1683)
  - Бачан — 
    - Мухаммад Али, султан[англ.] (1649—1660)
    - Алауддин II, султан[англ.] (1660—1706)

  - Дели — Гоках Пахлаван, туанку (1632—1669)
  - Матарам — Амангкурат I, султан (1646—1677)
  - Сулу — Салахуд-дин Бахтияр, султан[англ.] (1650—1680)
  - Тернате — Мандар Шах, султан (1655—1675)
  - Тидоре — Саифуддин, султан[англ.] (1657—1689)
  - Чиребон[англ.] — Панембахан Гирилайя, султан[англ.] (1649—1677)
- Иран (Сефевиды) — Аббас II, шахиншах (1642—1666)
- Казахское ханство — Батыр, хан (1652—1680)
- Камбоджа — Баром Рачеа V, король (1658—1672)
- Канди — Райясинха II, царь[англ.] (1635—1687)
- Китай (Империя Мин)  — 
  - Империя Цин —  Шуньчжи (Фулинь), император[англ.] (1643—1661)
  - Империя Южная Мин  — Юнли (Чжу Юлан), император (1646—1662)
- Лансанг  — Суринья Вонса, король (1638—1694)
- Малайзия — 
  - Джохор — Абдул Джалил Шах III, Султан[англ.] (1623—1677)
  - Кедах — Михьиддин Мансур Шах, султан[англ.] (1652—1662)
  - Келантан — Лойол бин Сакти I, султан[англ.] (1649—1663)
  - Паттани — Бекаль, раджа (1649—1670)
  - Перак — Махмуд Искандар Шах, султан (1653—1720)
- Мальдивы — Ибрагим Искандар I, султан (1648—1687)
- Могулистан — Султан Саид Баба, хан (в Восточном Могулистане)  (1653, 1655—1680)
- Могулия (Яркендское ханство) — Абдулла, хан  (1638—1669)
- Мьянма — 
  - Аракан (Мьяу-У) — Санда Тудхамма, царь[англ.] (1652—1674)
  - Таунгу — Пиндале, царь[англ.]  (1648—1661)
- Непал (династия Малла) —
  - Бхактапур — Джагат Пракаша Малла, раджа[англ.] (1644—1673)
  - Катманду (Кантипур) — Пратап Малла, раджа[англ.] (1641—1674)
  - Лалитпур — Сиддхи Нарасимха, раджа[англ.] (1620—1661)
- Оман — Султан I ибн Сайф, имам (1649—1679)
- Османская империя — Мехмед IV Охотник, султан (1648—1687)
- Рюкю — Сё Сицу, ван (1648—1668)
- Сикким — Пунцог Намгьял, чогьял (1642—1670)
- Таиланд — 
  - Аютия — Нарай Великий (Раматхибоди III), король (1656—1688)
  - Ланнатай — междуцарствие (1659—1675)
- Тибет — Нгаванг Лобсанг Гьяцо (Далай-лама V), далай-лама[англ.] (1642—1682)
  - Хошутское ханство — Даян Очир, хан (1655—1668)
- Филиппины — 
  - Магинданао — Мухаммад Дипатуан Кударат, султан (1619—1671)
- Хивинское ханство (Хорезм) — Абу-ль-Гази, хан (1643—1663)
- Чосон  — Хёнджон, ван (1659—1674)
- Япония — 
  - Го-Сай (Нагахито), император (1655—1663)
  - Токугава Иэцуна, сёгун (1651—1680)

## Америка
- Новая Испания — 
  - Франсиско IV Фернандес де ла Куэва и Энрикес де Кабрера, вице-король (1653—1660)
  - Хуан де Лейва и де ла Серда, вице-король (1660—1664)
- Перу — Луис Энрикес де Гусман, вице-король (1655—1661)

## Африка
- Аусса — Умардин Адан, имам (1647—1672)
- Багирми — Буркоманда I, султан (1635—1665)
- Бамбара (империя Сегу) — Каладьян, битон (1652—1672)
- Бамум — Нгулуре, мфон (султан)[англ.] (1629—1672)
- Бени-Аббас[англ.] — Си Бетка Мокрани, султан[фр.] (1620—1680)
- Бенинское царство — Охензае, оба[англ.] (1656—1661)
- Борну — Али III, маи[нем.] (1639—1677)
- Буганда — Катерегга, кабака (ок. 1644 — ок. 1674)
- Варсангали[англ.] — Мохамуд, султан[кат.] (1655—1675)
- Вогодого — 
  - Моттаба, нааба (ок. 1640 — ок. 1660)
  - Уарга, нааба (ок. 1660 — ок. 1690)
- Гаро (Боша) — 
  - Даро, тато[англ.] (ок. 1630 — ок. 1660)
  - Човака, тато[англ.] (ок. 1660 — ок. 1690)
- Дагомея — Хуэгбаджа, ахосу (ок. 1645 — ок. 1685)
- Дарфур — Муса ибн Сулейман, султан (1637—1682)
- Денкира[англ.] — Боа Ампонсем I, денкирахене[англ.] (1637—1695)
- Джолоф — Бираима Мба, буур-ба[англ.] (1649—1670)
- Имерина — Андриансимитовиаминандриандеибе, король[англ.] (1650—1670)
- Кайор — Дьор, дамель (1647—1664)
- Кано[англ.] — 
  - Мухаммад Кукуна, султан[англ.] (1651—1652, 1652—1660)
  - Бава, султан[англ.] (1660—1670)
- Каффа — Галли Гафотшо, царь (ок. 1640 — ок. 1675)
- Конго — Гарсия II, маниконго[англ.] (1641—1660)
- Лунда — 
  - Яав I а Ирунг, муата ямво (ок. 1630— ок. 1660)
  - Яав II а Навеж, муата ямво (ок. 1660— ок. 1690)
- Марокко — Мохаммед аль-Хадж ибн Абу Бакр аль-Дилаи, султан (1659—1663)
- Массина — Хаммади III, ардо (1627—1663)
- Матамба и Ндонго[англ.] — Зинга Мбанди Нгола, королева[англ.] (1631—1663)
- Мутапа — Сити Казурукамусапа, мвенемутапа[англ.] (1652—1663)
- Нри[англ.] — Агу, эзе[англ.] (1583—1676)
- Руанда — Юхи III Мазимпака, мвами (1642—1675)
- Салум — Амакоду Ндиайе, маад (1654—1689)
- Свазиленд (Эватини) — Мавузо I, вождь (1645—1680)
- Сеннар — Бади II, мек (1644/1645—1681)
- Твифо-Хеман (Акваму)[англ.] — Анса Сасраку I, аквамухене (1640—1674)
- Трарза — Адди ульд Ахмед, эмир (ок. 1640—1684)
- Эфиопия — Фасиледэс (Алам-Сагад), император (1632—1667)

## Европа
- Английская республика (Содружество Англии, Шотландии и Ирландии) — 
  - Государственный совет (1659—1660)
  - в 1660 году Английская республика упразднена, восстановлена монархия
- Англия, Шотландия и Ирландия — Карл II, король (1660—1685)
- Андорра —
  - Людовик XIV, король Франции, князь-соправитель (1643—1715)
  - Хоан Мануэль де Эспиноса, епископ Урхельский, князь-соправитель (1655—1663)
- Валахия — 
  - Георгий Гика, господарь (1659—1660)
  - Григорий I Гика, господарь (1660—1664, 1672—1673)
- Венгрия — Леопольд I, король (1657—1705)
- Дания — Фредерик III, король (1648—1670)
- Испания — Филипп IV, король (1621—1665)
- Италия —
  - Венецианская республика — Доменико II Контарини, дож (1659—1675)
  - Гвасталла — Ферранте III Гонзага, герцог[англ.] (1632—1678)
  - Генуэзская республика — 
    - Джованни Баттиста Чентурионе, дож (1658—1660)
    - Джанбернардо Фругони, дож (1660—1661)

  - Мантуя — Карл II Гонзага, герцог (1637—1665)
  - Масса и Каррара — Карло I, князь (1623—1662)
  - Модена и Реджо — Альфонсо IV д’Эсте, герцог (1658—1662)
  - Пармское герцогство — Рануччо II Фарнезе, герцог (1646—1694)
  - Пьомбино — Никколо Людовизи, князь (1634—1664)
  - Тосканское герцогство — Фердинандо II, великий герцог (1621—1670)
- Калмыцкое ханство — Дайчин, тайша (1644—1661)
- Крымское ханство — Мехмед IV Герай, хан (1641—1644, 1654—1666)
- Молдавское княжество — Стефаница Лупу, господарь (1659—1661)
- Монако — Оноре II, князь (1612—1662)
- Нидерланды (Республика Соединённых провинций) — Ян де Витт, великий пенсионарий (1653—1672)
- Норвегия — Фредерик III, король (1648—1670)
- Папская область — Александр VII, папа (1655—1667)
- Португалия — Афонсу VI, король (1656—1683)
- Речь Посполитая — Ян II Казимир, король Польши и великий князь Литовский (1648—1668)
  -  Курляндия и Семигалия — Якоб, герцог (1642—1682)
- Русское царство — Алексей Михайлович, царь (1645—1676)
- Священная Римская империя — Леопольд I, император (1658—1705)
  - Австрия — Леопольд VI (император Леопольд I), эрцгерцог (1657—1705)
  - Ангальт —
    - Ангальт-Бернбург — Виктор I Амадей, князь (1656—1718)
    - Ангальт-Дессау — 
      - Иоганн Казимир, князь (1618—1660)
      - Иоганн Георг II, князь (1660—1693)

    - Ангальт-Кётен — Вильгельм Людвиг, князь (1650—1665)
    - Ангальт-Плёцкау — 
      - Лебрехт, князь (1653—1665)
      - Эммануэль, князь (1653—1665)

    - Ангальт-Цербст — Иоганн VI, князь (1621—1667)
    - Ангальт-Харцгероде[англ.] — Фридрих, князь[англ.] (1635—1670)

  - Ансбах — Альбрехт II, маркграф (1634—1667)
  - Бавария — Фердинанд Мария, курфюрст (1651—1679)
  - Бавария-Лихтенберг[нем.] — Максимилиан Филипп Иероним, герцог[нем.] (1650—1705)
  - Баден —
    - Баден-Баден — Вильгельм, маркграф (1596—1677)
    - Баден-Дурлах — Фридрих VI, маркграф (1659—1677)
    - Баден-Родемахерн[нем.] — Герман Фортунат, маркграф[нем.] (1620—1665)

  - Байрет (Кульмбах) — Кристиан Эрнст, маркграф (1655—1712)
  - Бранденбург-Пруссия — Фридрих Вильгельм I, курфюрст (1640—1688)
  - Брауншвейг —
    - Брауншвейг-Вольфенбюттель — Август Младший, герцог (1635—1666)
    - Брауншвейг-Каленберг — Георг Вильгельм, князь (1648—1665)
    - Брауншвейг-Люнебург — Кристиан Людвиг, герцог (1648—1665)

  - Вальдек —
    - Вальдек-Вильдунген — 
      - Кристиан Людвиг, граф (1645—1692)
      - Джосиа II, граф (1660—1669)

    - Вальдек-Эйзенберг — Генрих Вольрад, граф (1645—1664)

  - Восточная Фризия — 
    - Энно Людвиг, князь (1654—1660)
    - Георг Кристиан, граф (1660—1662)

  - Вюртемберг — Эберхард III, герцог (1628—1674)
  - Ганау — Фридрих Казимир, граф[англ.] (1642—1680)
  - Гессен —
    - Гессен-Гомбург — Вильгельм Кристоф, ландграф (1643—1669)
    - Гессен-Дармштадт — Георг II, ландграф (1626—1661)
    - Гессен-Кассель — Вильгельм VI, ландграф (1637—1663)
    - Гессен-Ротенбург — Эрнест, ландграф (1658—1693)

  - Гогенцоллерн-Гехинген — Эйтель Фридрих V, князь (1623—1661)
  - Гогенцоллерн-Зигмаринген — Мейнрад I, князь (1638—1681)
  - Гольштейн-Готторп — Кристиан Альбрехт, герцог (1659—1695)
  - Кёльнское курфюршество — Максимилиан Генрих Баварский, курфюрст (1650—1688)
  - Лихтенштейн — Карл Эйсебиус, князь (1627—1684)
  - Лотарингия — оккупировано Францией (1641—1661)
  - Майнцское курфюршество — Иоганн Филипп фон Шёнборн, курфюрст (1647—1673)
  - Мекленбург —
    - Мекленбург-Гюстров — Густав Адольф, герцог (1636—1695)
    - Мекленбург-Шверин — Кристиан Людвиг I, герцог (1658—1692)

  - Монбельяр — Леопольд Фридрих, граф (1631—1662)
  - Нассау —
    - Нассау-Вейльбург — Фридрих, граф (1655—1675)
    - Нассау-Висбаден-Идштейн[нем.] — Иоганн, граф (1629—1677)
    -  Нассау-Дилленбург[англ.] — Людвиг Генрих, князь (1654—1662)
    - Нассау-Диц[нем.] — Вильгельм Фридрих, князь (1654—1664)
    - Нассау-Зиген — Иоганн Франц Дезидератус, князь (1652—1699)
    - Нассау-Отвейлер[нем.] — Иоганн Людвиг, граф[нем.] (1659—1690)
    - Нассау-Саарбрюккен — Густав Адольф, граф (1659—1677)
    - Нассау-Узинген — Вальрад, граф (1659—1688)
    - Нассау-Хадамар[нем.] — Мориц Генрих, князь (1653—1679)

  - Ольденбург — Антон Гюнтер, граф (1603—1667)
  - Пфальц — Карл I Людвиг, курфюрст (1648—1680)
    - Пфальц-Биркенфельд[англ.] — Георг Вильгельм, пфальцграф[англ.] (1600—1669)
    - Пфальц-Биркенфельд-Бишвейлер[англ.] — Кристиан II, пфальцграф[англ.] (1654—1717)
    - Пфальц-Биркенфельд-Гельнхаузен[англ.] — Иоганн Карл, пфальцграф[англ.] (1654—1704)
    - Пфальц-Зульцбах — Кристиан Август, пфальцграф (1632—1708)
    - Пфальц-Клебург — Адольф Иоганн I, пфальцграф (1654—1689)
    - Пфальц-Нойбург — Филипп Вильгельм, пфальцграф (1653—1690)
    - Пфальц-Цвейбрюккен — Фридрих, пфальцграф (1635—1661)
      - Пфальц-Ландсберг[англ.] — Фридрих Людвиг, герцог[англ.] (1645—1661)

  - Савойя — Карл Эммануил II, герцог (1638—1675)
  - Саксония — Иоганн Георг II, курфюрст (1656—1680)
    - Саксен-Альтенбург — Фридрих Вильгельм II, герцог (1639—1669)
    - Саксен-Вейсенфельс — Август, герцог (1656—1680)
    - Саксен-Веймар — Вильгельм, герцог (1620—1662)
    - Саксен-Гота — Эрнст I, герцог (1640—1675)
    - Саксен-Ратцебург-Лауэнбург — Юлий Генрих, герцог (1656—1665)
    - Саксен-Мерзебург — Кристиан I, герцог (1656—1691)
    - Саксен-Цейц — Мориц, герцог (1656—1681)

  - Трирское курфюршество — Карл Каспар фон дер Лейен, курфюрст (1652—1676)
  - Чехия — Леопольд I, король (1657—1705)
    - Силезские княжества —
      - Бжегское княжество — Георг III Бжегский, князь (1633—1664)
      - Легницкое княжество — Людвик IV Легницкий, князь (1654—1663)
      - Олавское и Волувское княжества — Кристиан Бжегский, князь (1654—1672)
      - Олесницкое княжество — Сильвий Вюртембергский, князь (1648—1664)

  - Шаумбург-Липпе — Филипп I, граф (1647—1681)
  - Шварцбург-Рудольштадт — Альбрехт Антон, граф (1646—1710)
- Трансильвания — 
  - Дьёрдь II Ракоци, князь[англ.] (1648—1657, 1658, 1659—1660)
  - Акош Барчаи, князь[англ.] (1658—1659, 1660)
- Франция — Людовик XIV, король (1643—1715)
- Швеция — 
  - Карл X Густав, король (1654—1660)
  - Карл XI, король (1660—1697)

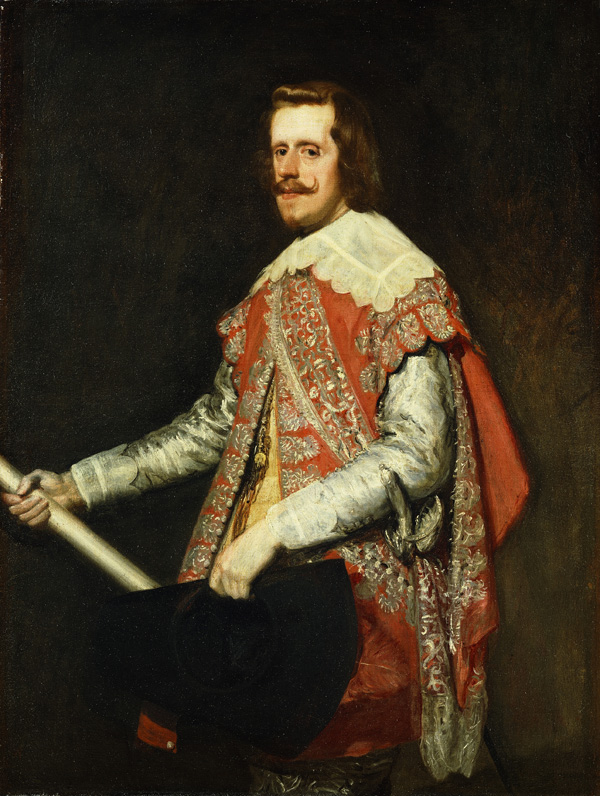
Филипп IV 1621-1665 Король Испании
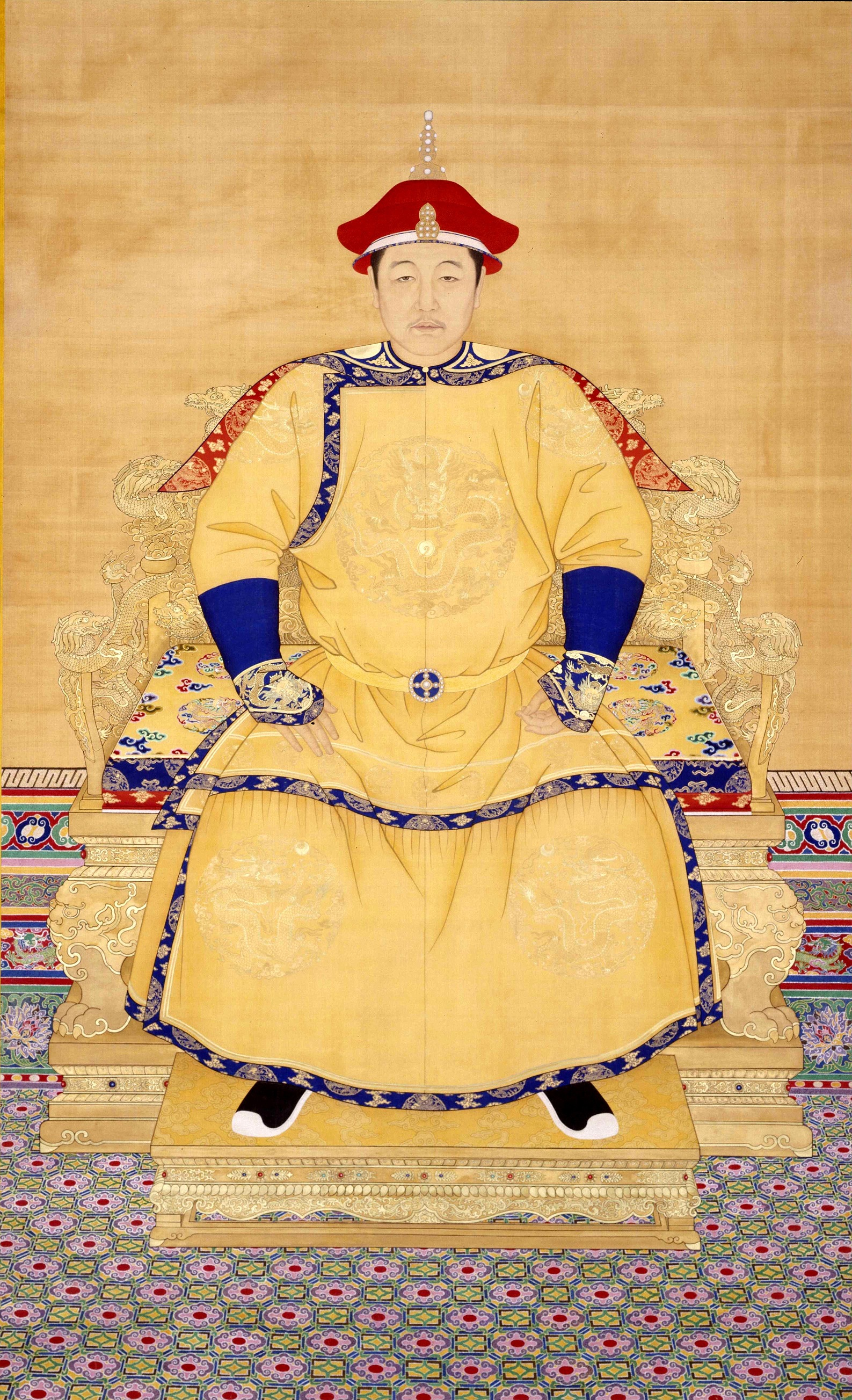
Шуньчжи 1643-1661 Император Китая (Цин)
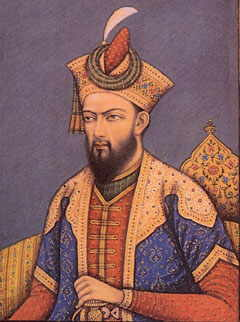
Аурангзеб (Аламгир I) 1658-1707 Падишах империи Великих Моголов
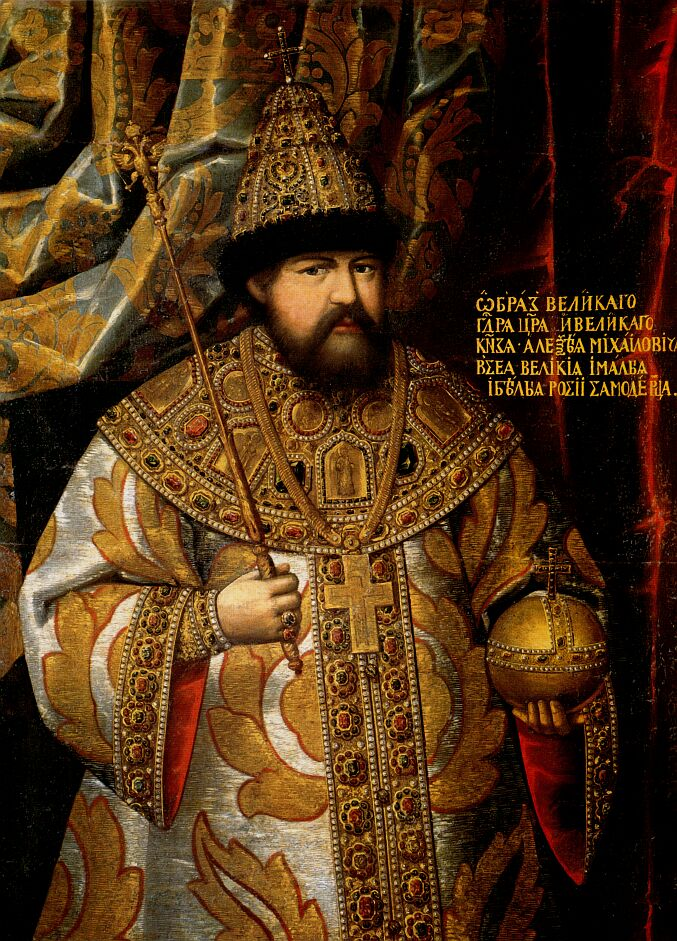
Алексей Михайлович 1645-1676 Царь всея Руси
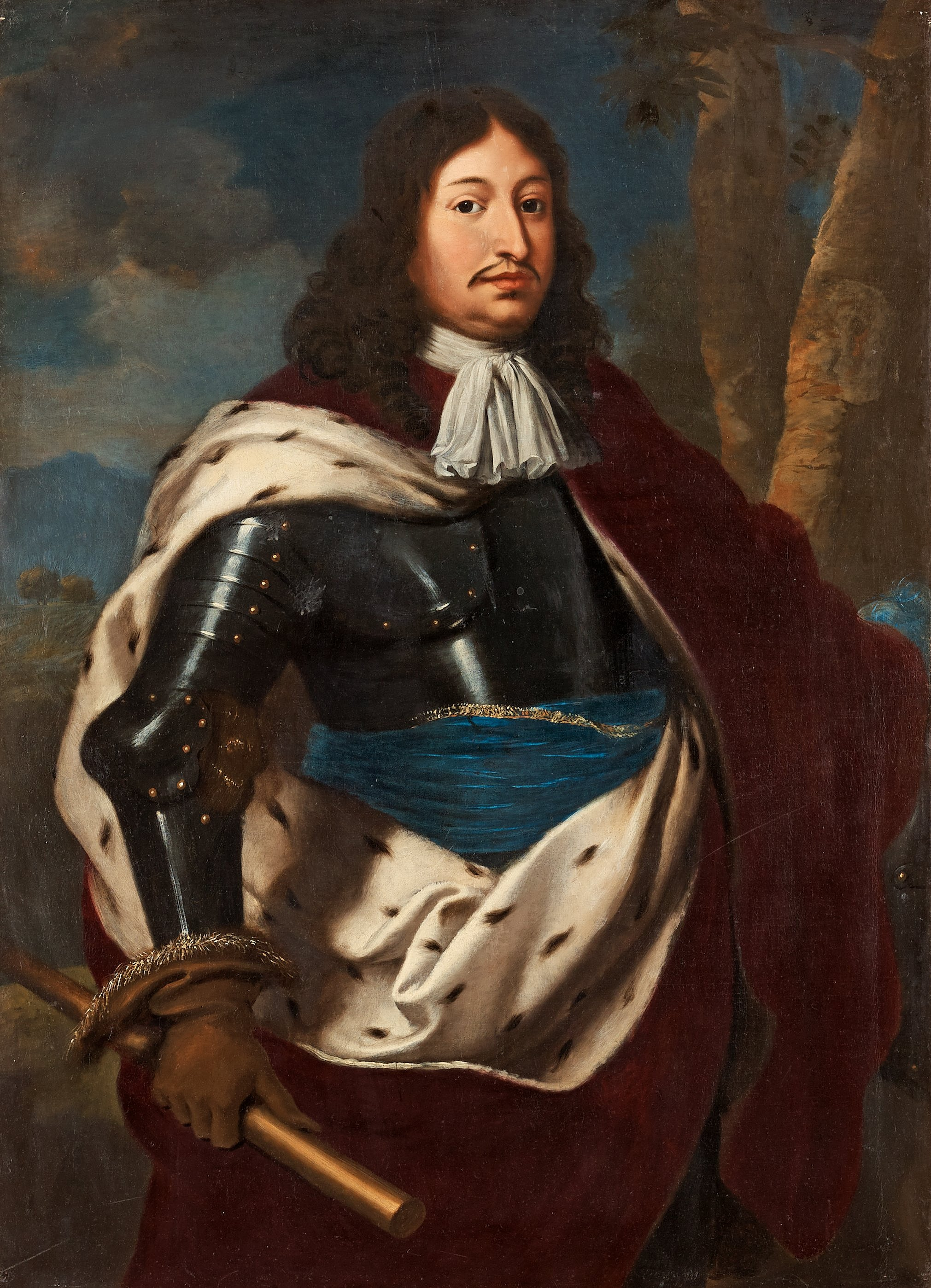
Карл X Густав 1654-1660 Король Швеции
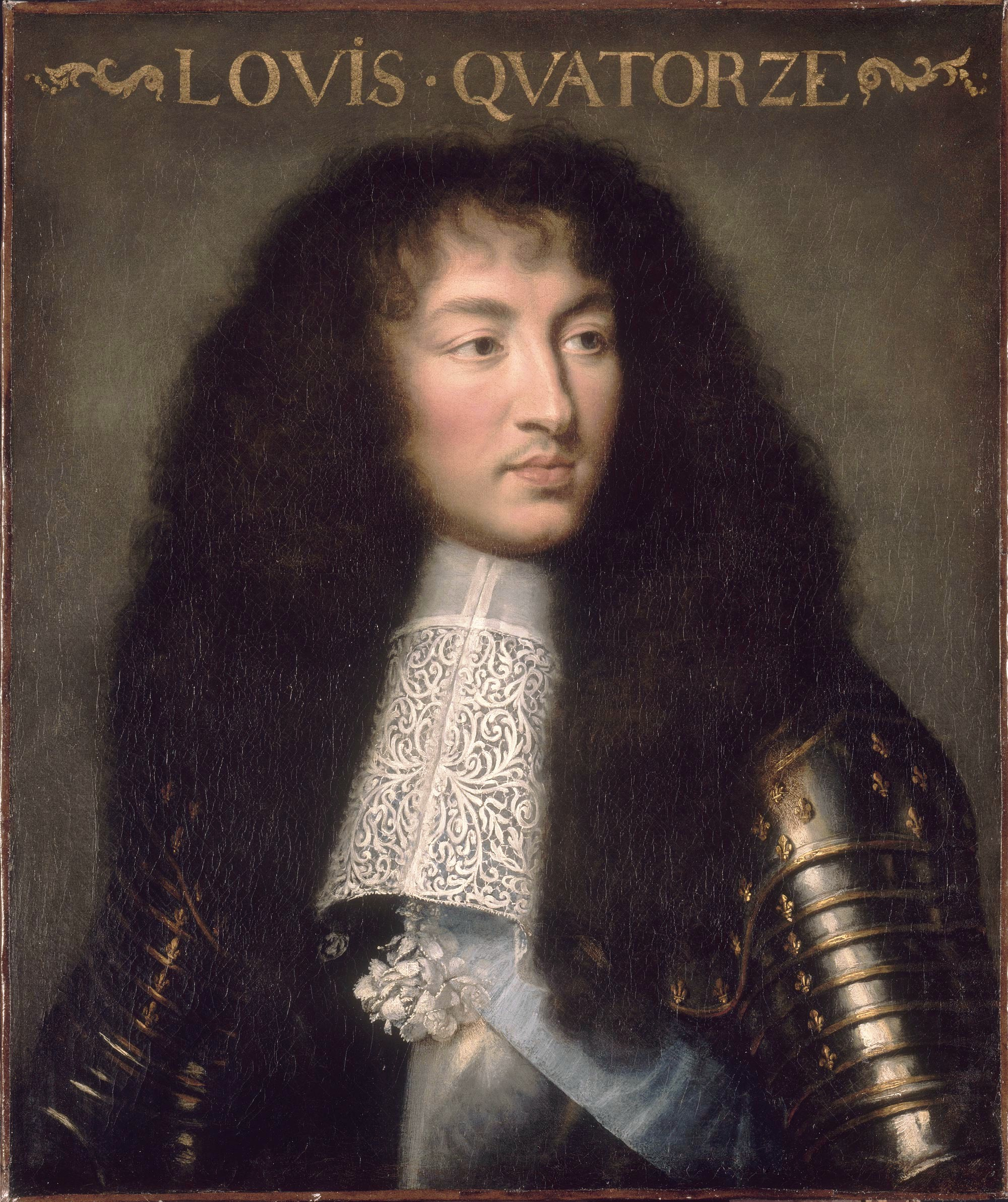
Людовик XIV 1643-1715 Король Франции и Наварры
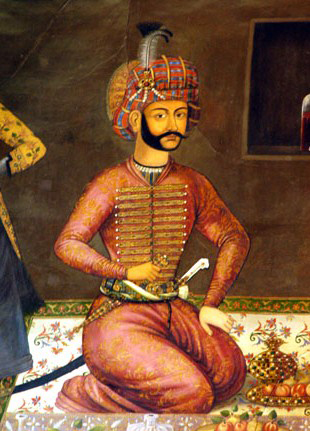
Аббас II 1642-1666 Шахиншах Ирана
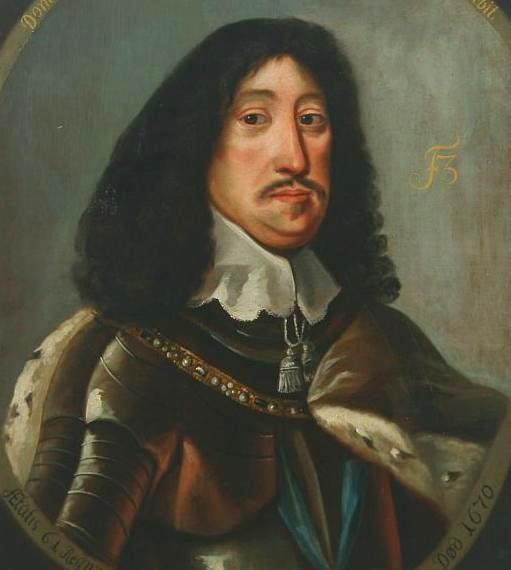
Фредерик III 1648-1670 Король Дании и Норвегии
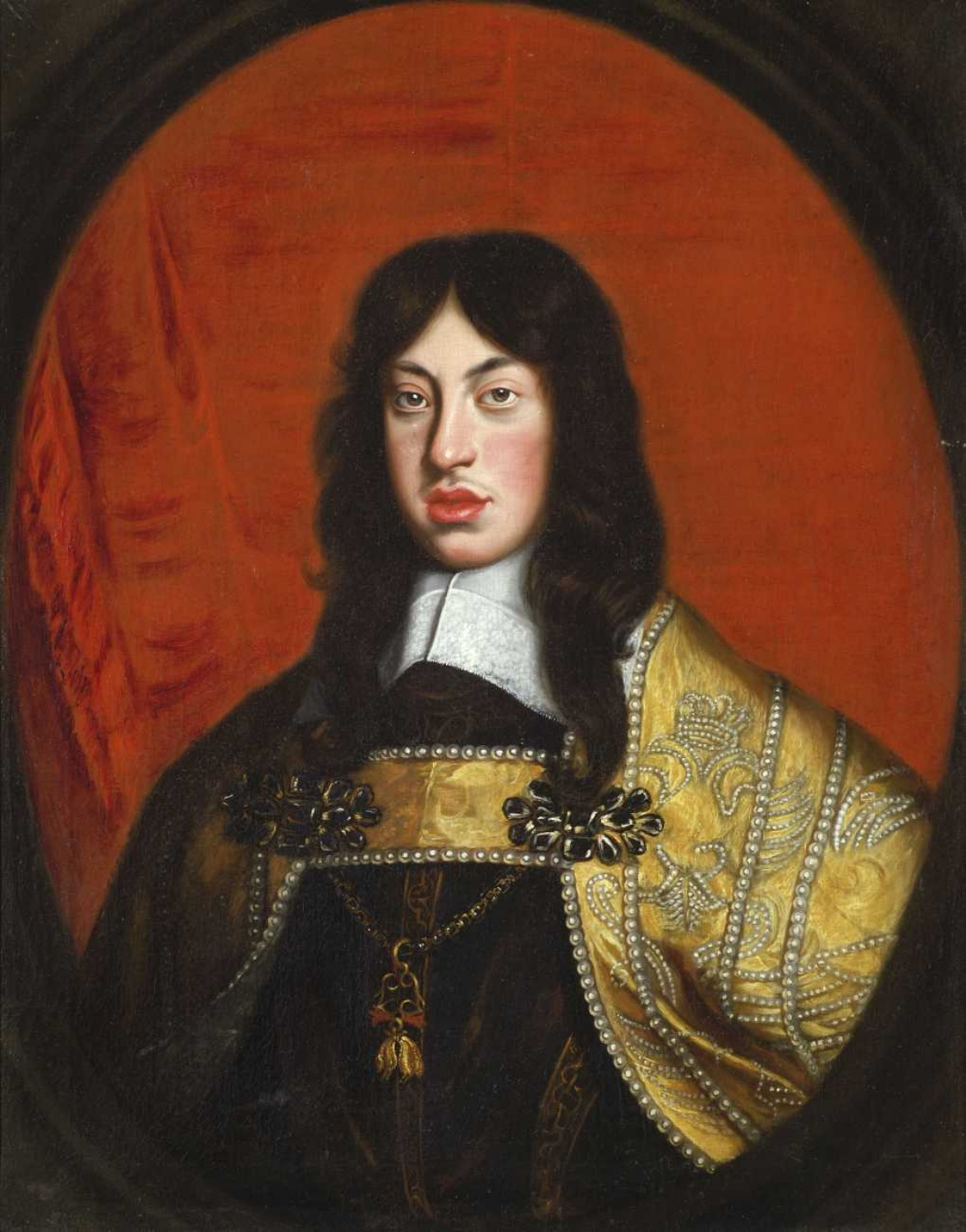
Леопольд I 1658-1705 Император Священной Римской империи, король Венгрии и Чехии
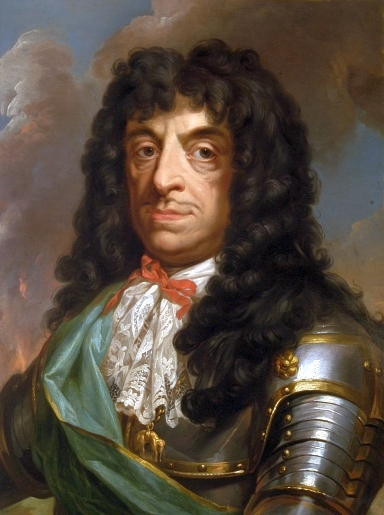
Ян II Казимир 1648-1668 Король Польши и Великий князь Литовский
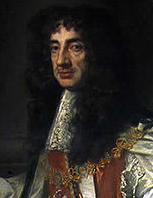
Карл II 1660-1685 Король Англии, Шотландии и Ирландии
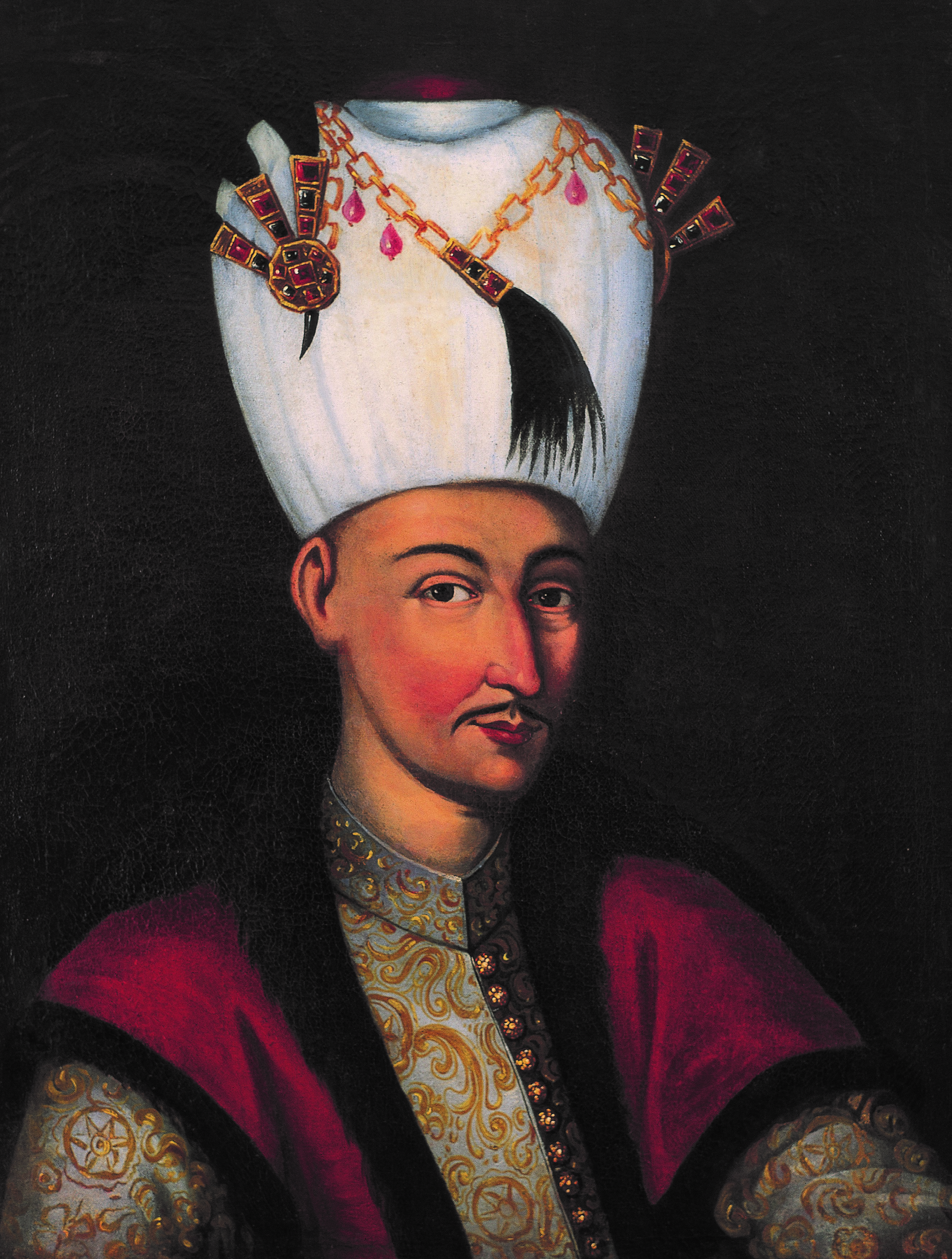
Мехмед IV 1648-1687 Османский султан
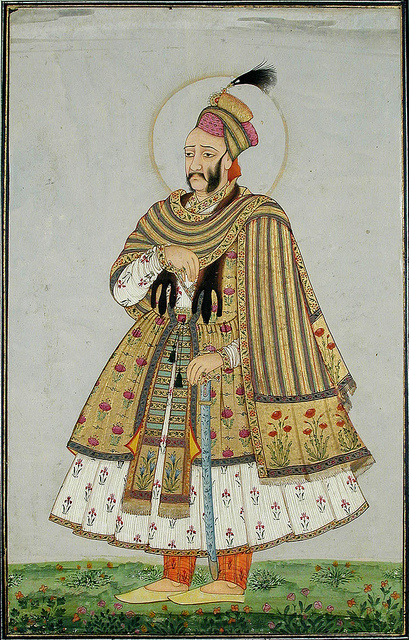
Абдулла Кутб-Шах 1626-1672 Султан Голконды
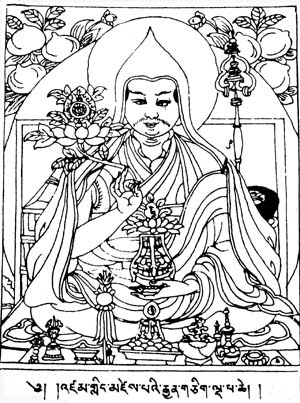
Далай-лама V 1642-1682 Правитель Тибета
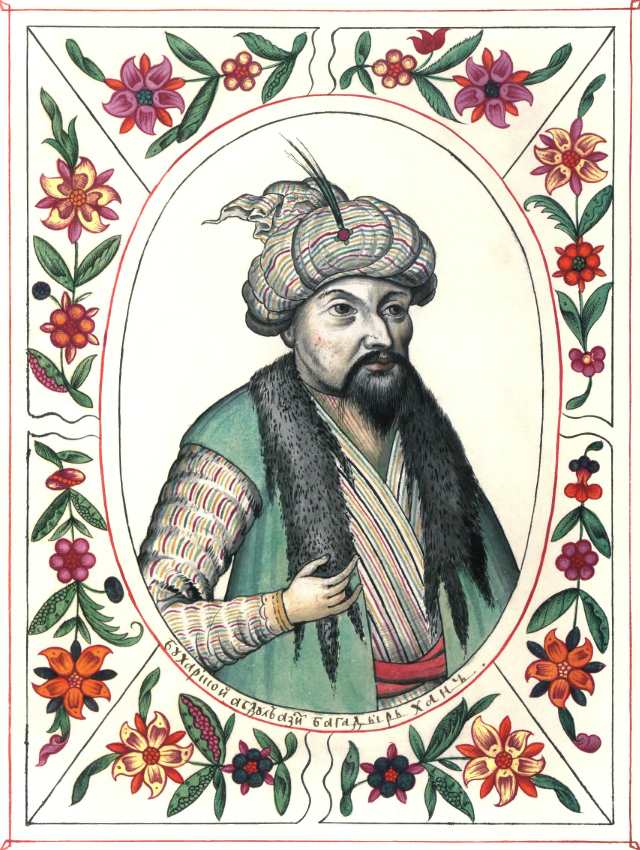
Абдулазиз 1645-1681 Бухарский хан
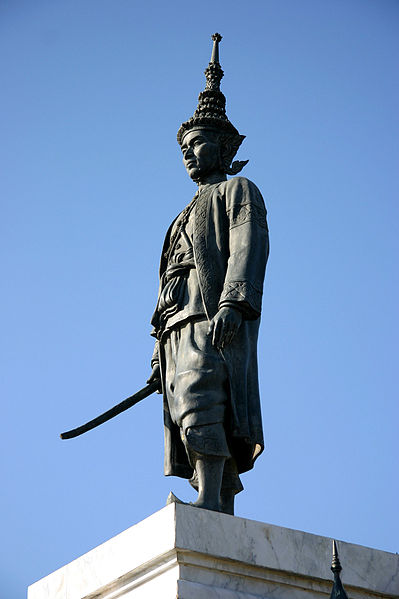
Нарай Великий 1656-1688 Король Аютии (Сиама)
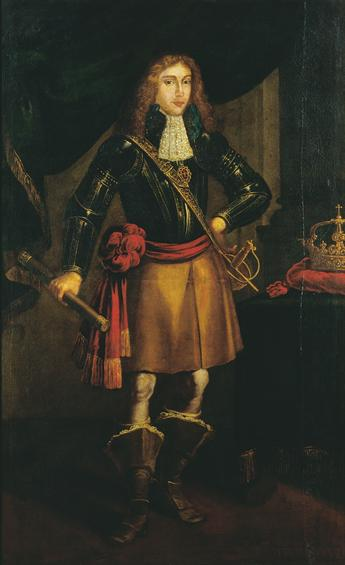
Афонсу VI 1656-1683 Король Португалии
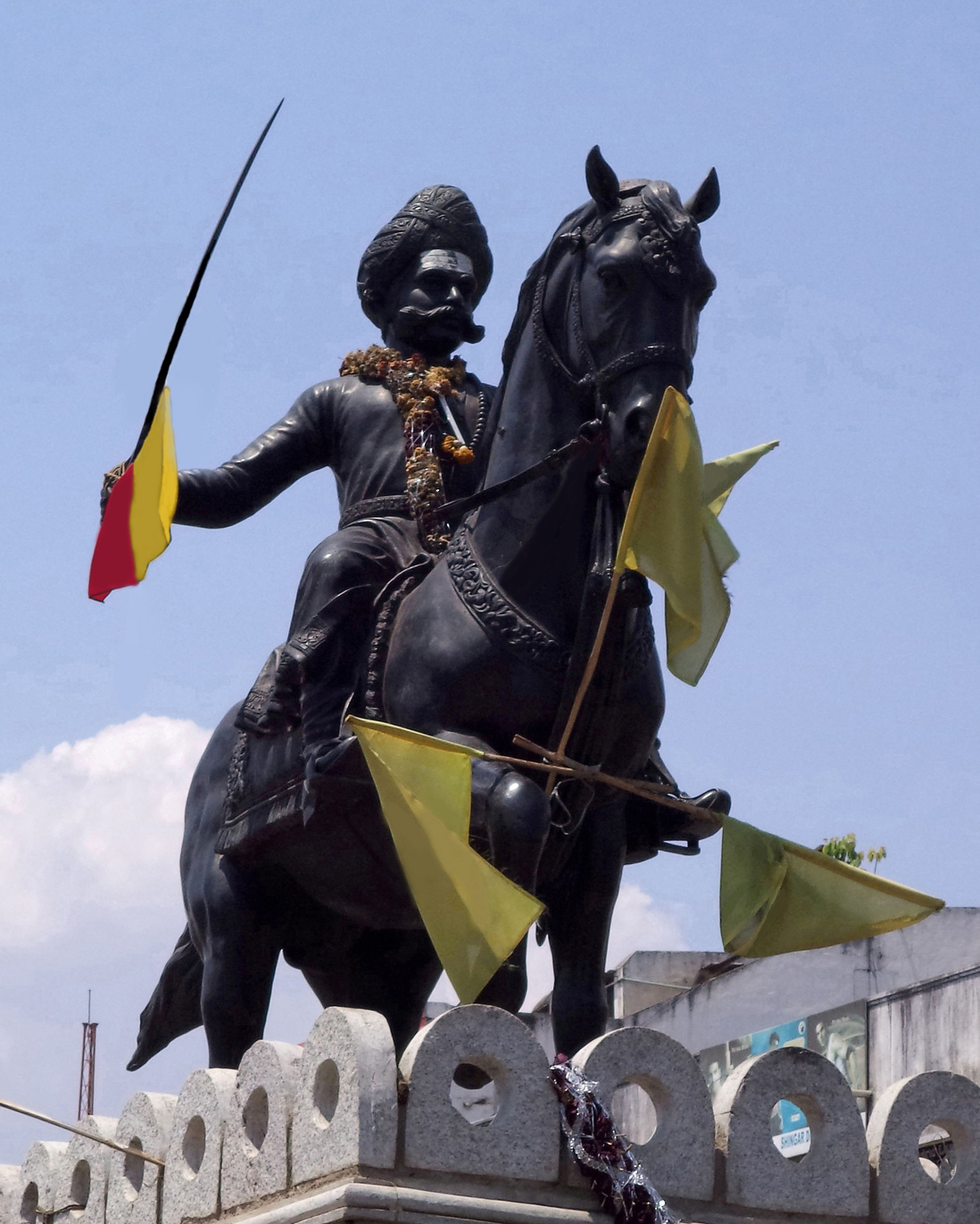
Шиваппа Найяка 1645-1660 Раджа Келади
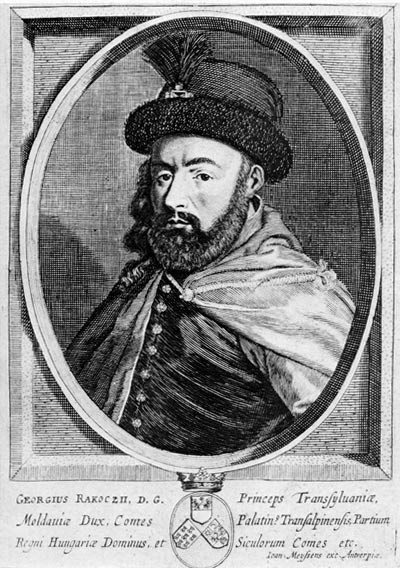
Дьёрдь II Ракоци 1648-1657,1658,1659-1660 Князь Трансильвании
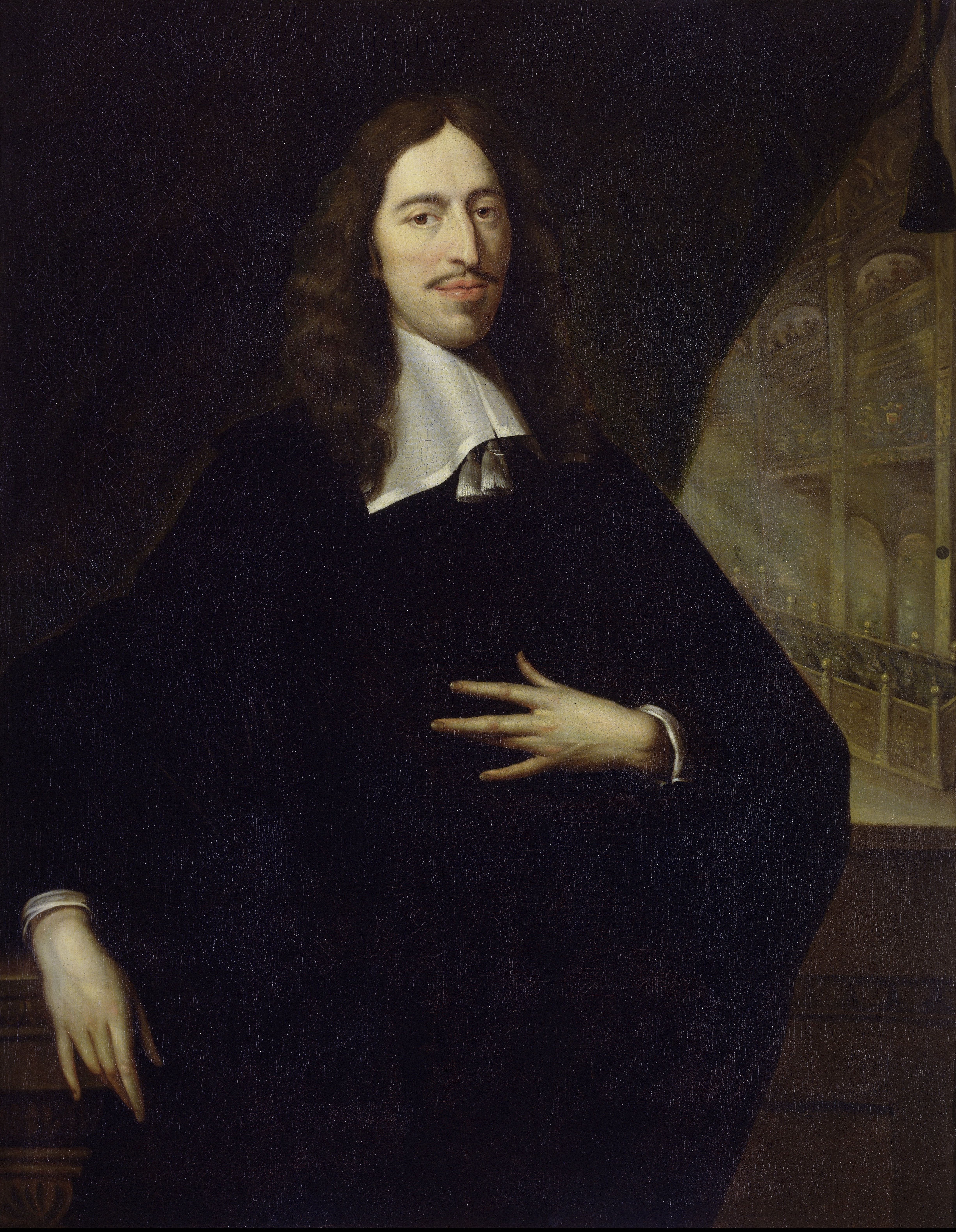
Ян де Витт 1653-1672 Великий пенсионарий Нидерландов
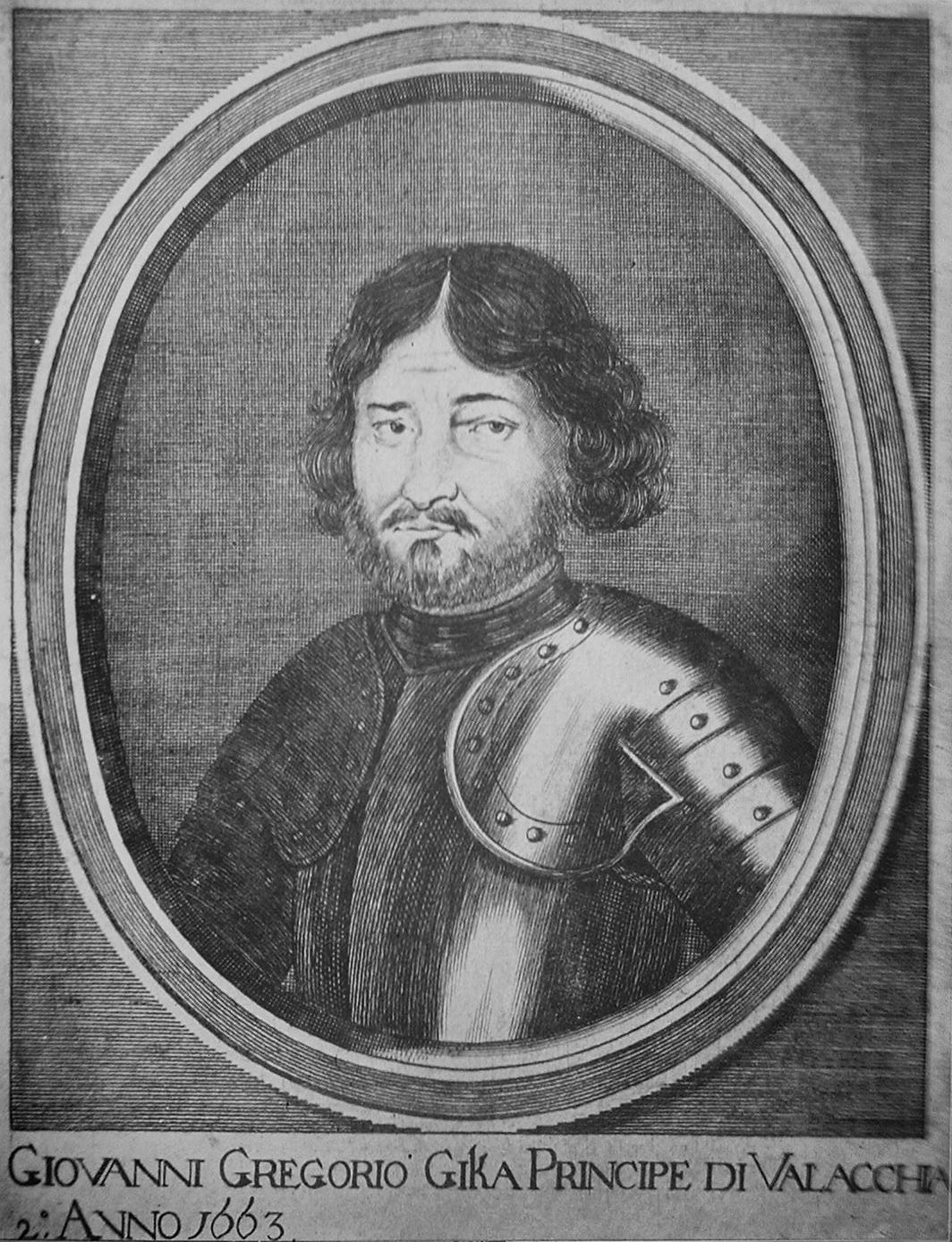
Григорий I Гика 1660-1664,1672-1673 Господарь Валахии
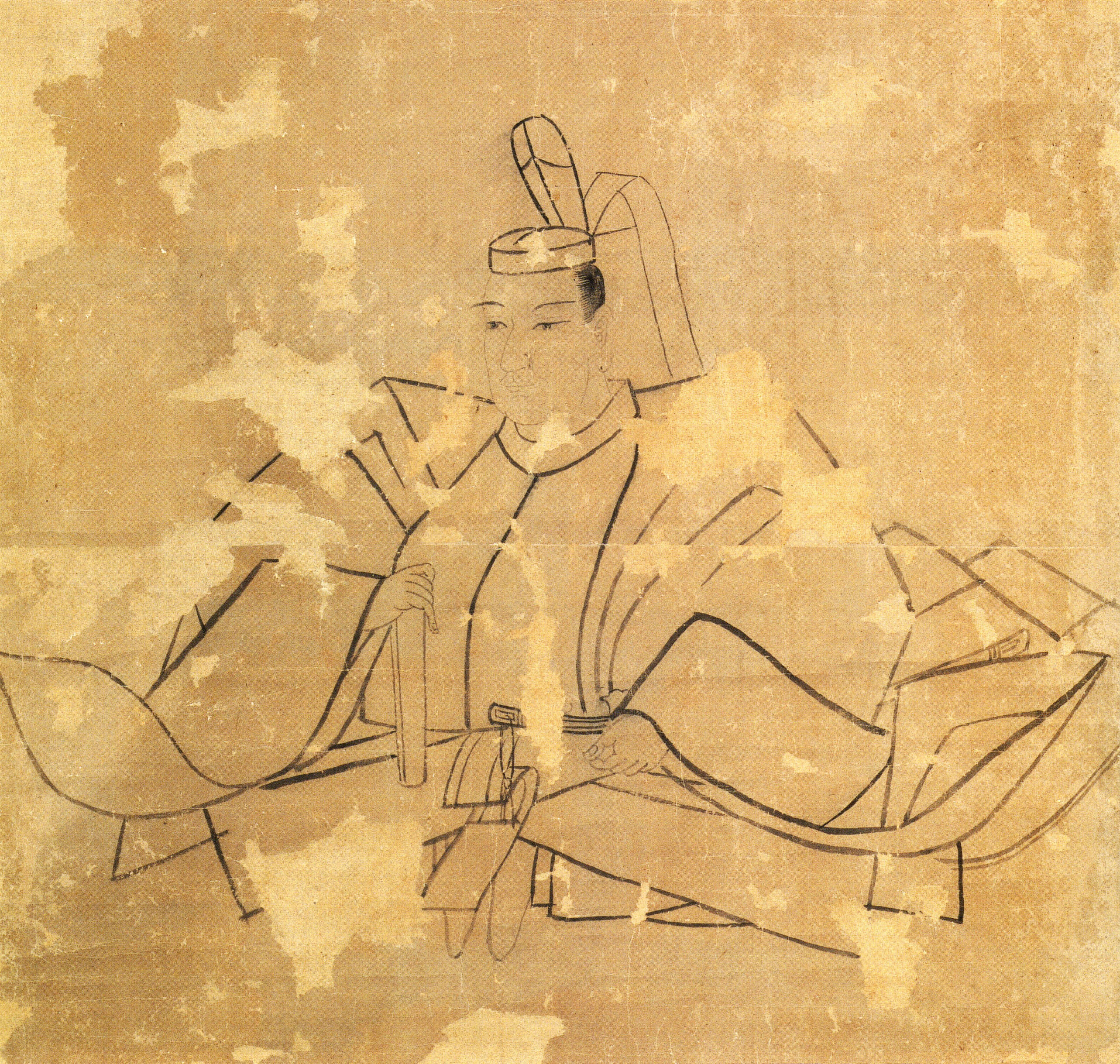
Токугава Иэцуна 1651-1680 Сёгун Японии
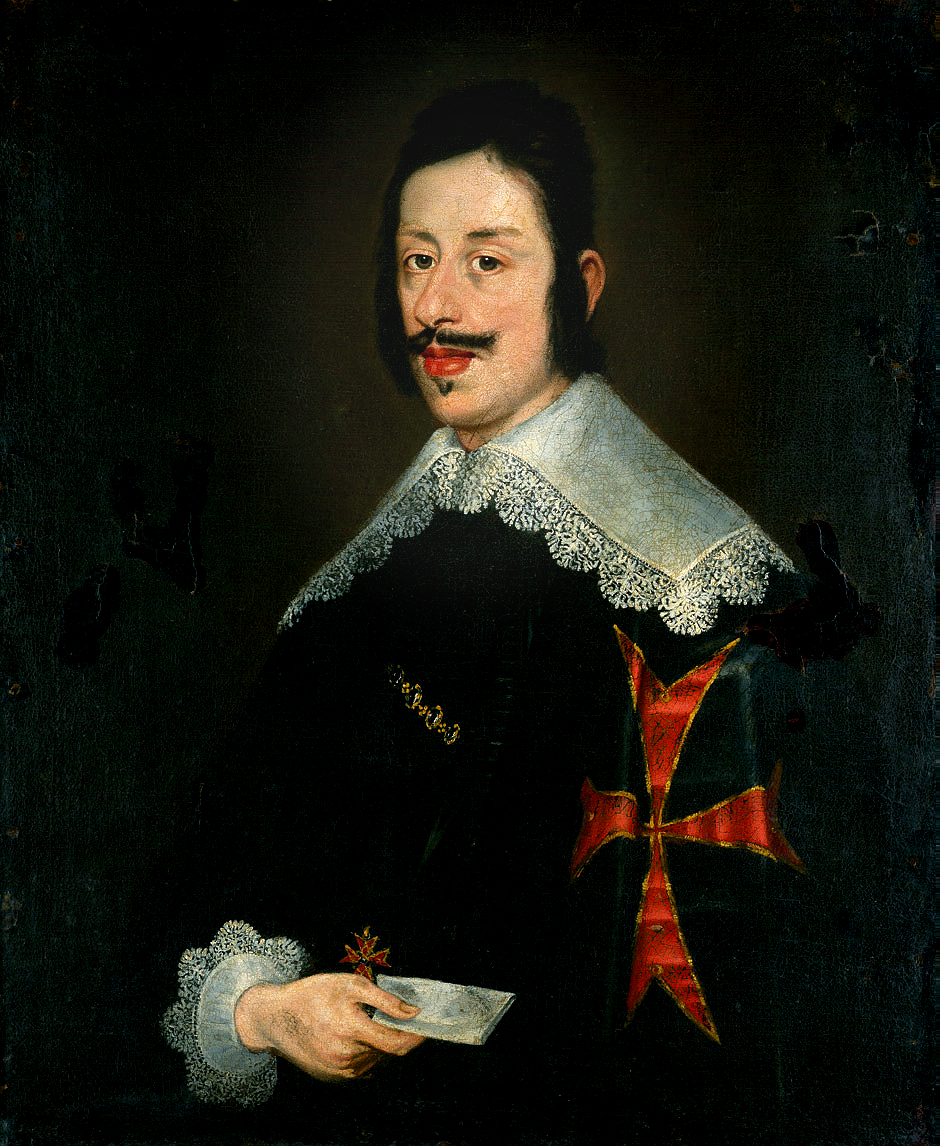
Фердинандо II Медичи 1621-1670 Великий герцог Тосканский
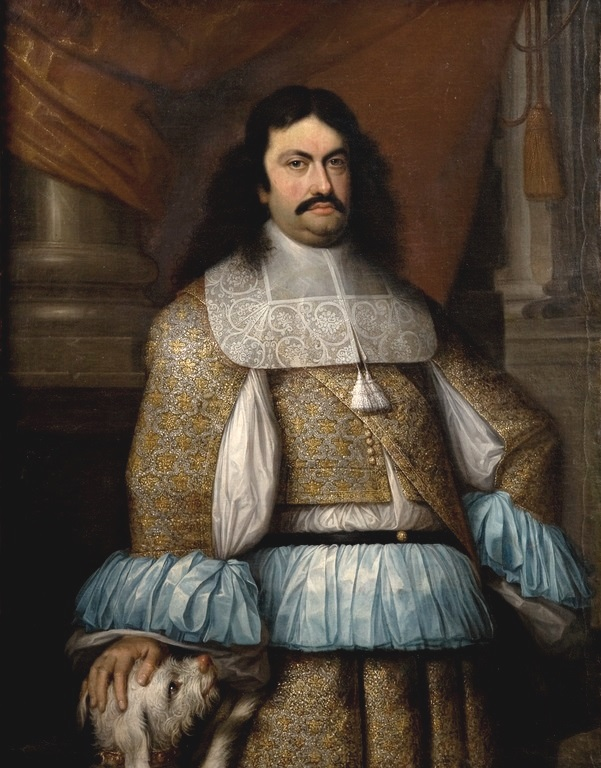
Рануччо II Фарнезе 1646-1694 Герцог Пармский
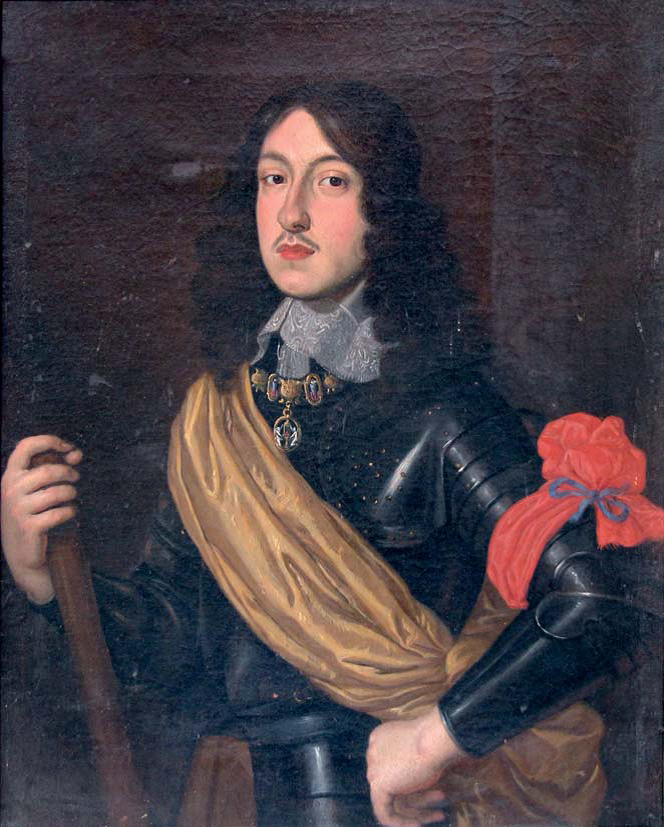
Карл II Гонзага 1637-1665 Герцог Мантуи
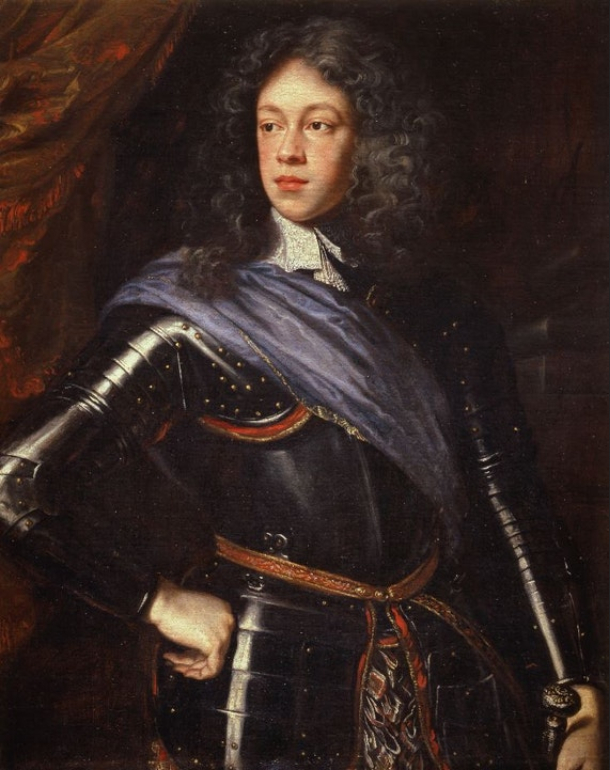
Альфоно IV д’Эсте 1658-1662 Герцог Модены и Реджо
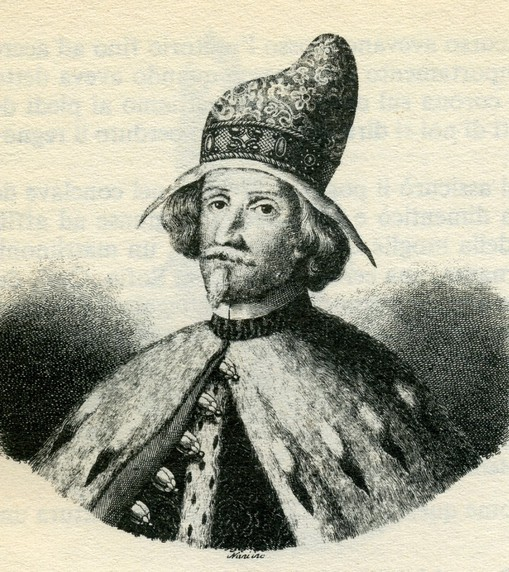
Доменико Контарини 1659-1675 Дож Венеции
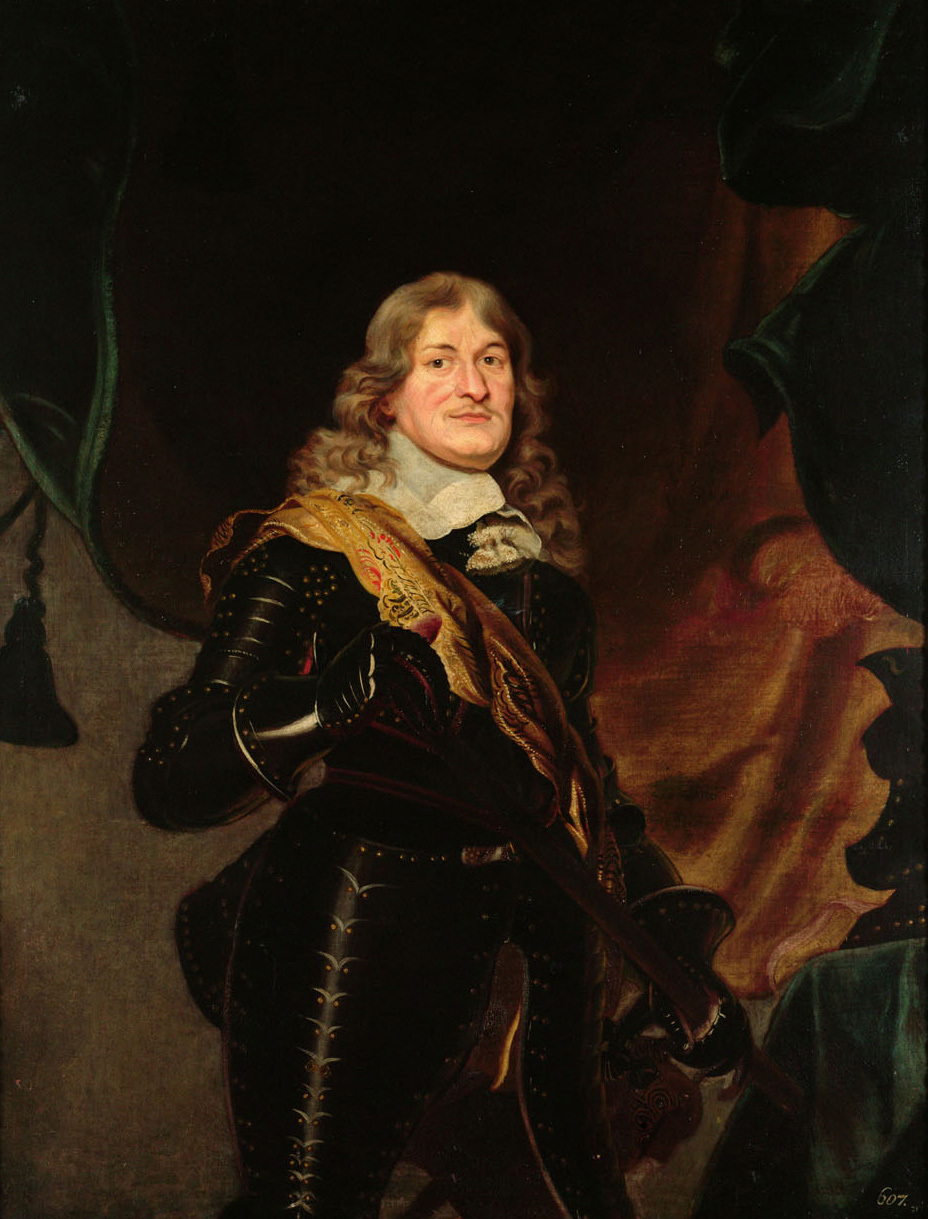
Фридрих Вильгельм I 1640-1688 Курфюрст Бранденбург-Пруссии
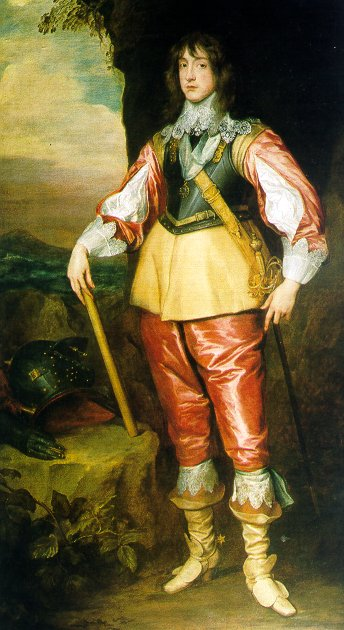
Карл I Людвиг 1648-1680 Курфюрст Пфальца
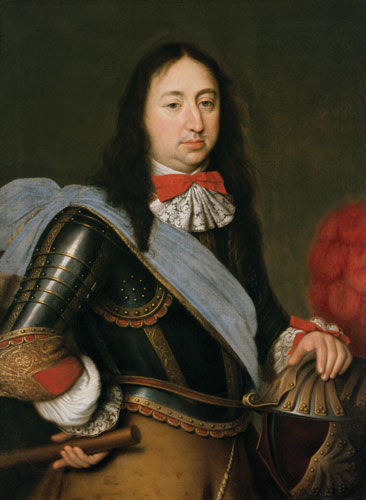
Фердинанд Мария 1651-1679 Курфюрст Баварии
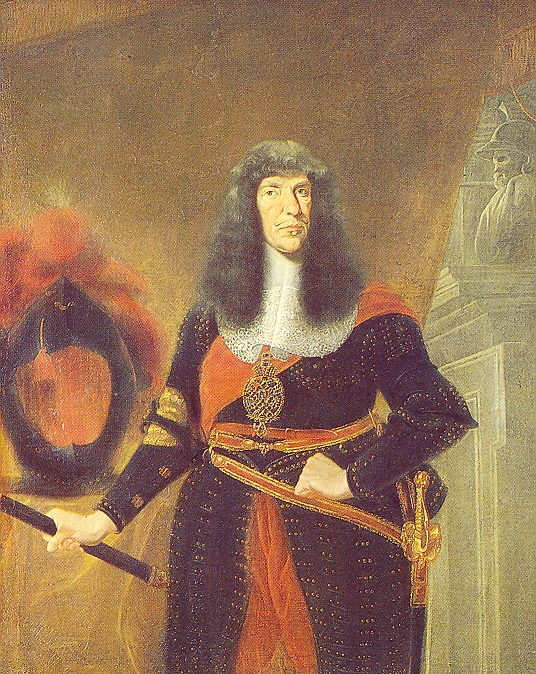
Иоганн Георг II 1656-1680 Курфюрст Саксонии
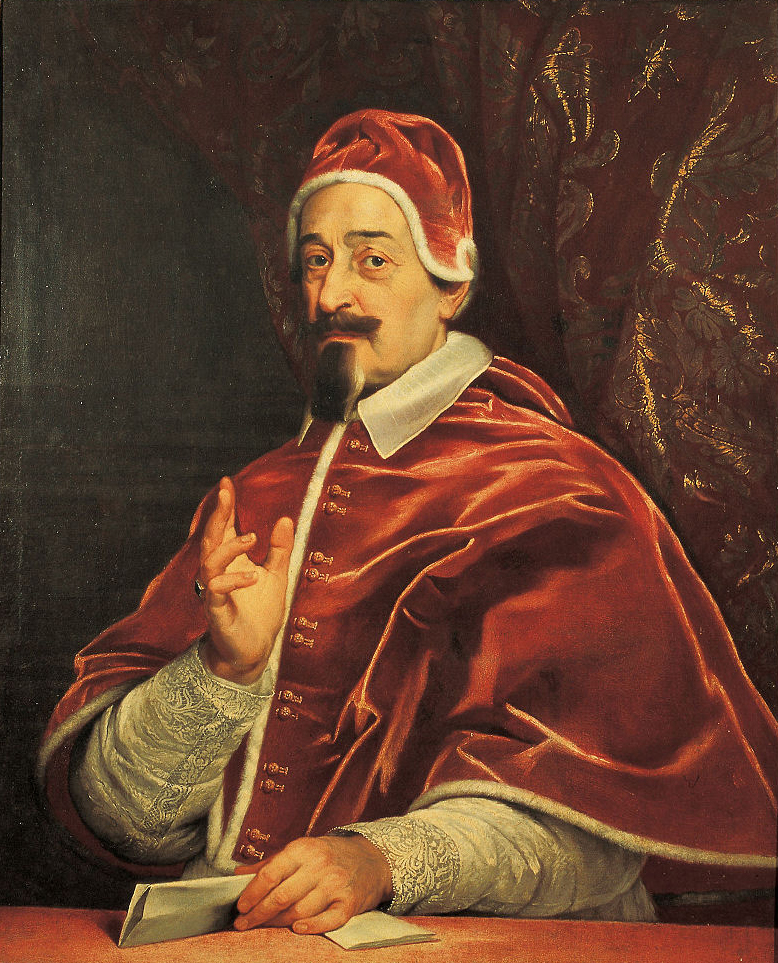
Александр VII 1655-1667 Папа Римский